# Stephan Praetorius

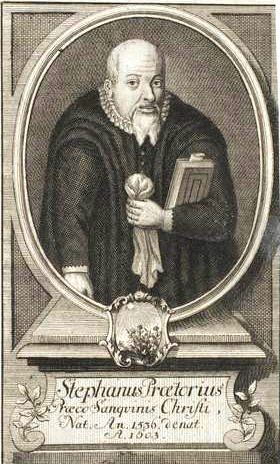
Stephan Praetorius, Kupferstich

Stephan Praetorius dt. auch Schulte (* 3. Mai 1536 in Salzwedel; † 5. Mai 1603 ebenda) war ein deutscher evangelischer Theologe und Erbauungsschriftsteller.

## Leben
Praetorius besuchte die Schule des Abdias Prätorius in seiner Vaterstadt, danach in Magdeburg. Im März 1558 bezog er die Universität Rostock, wo er sich vor allem David Chyträus anschloss. Um sich den Unterhalt zu verdienen, lehrte er an einer Schule. Im Oktober 1563 wurde er zum Bakkalaureus und Magister promoviert. 1565 verließ er Rostock. Von Johann Agricola Eisleben wurde er in Berlin zum Prediger in Salzwedel ordiniert, wo er zuerst als Diaconus an der Augustinerkirche, von 1569 bis zu seinem Tode als Pfarrer an der Katharinenkirche wirkte. Berufungen nach Uelzen und Wismar lehnte er ab.
Praetorius errichtete eine Lateinschule, für die er einige Lehrbücher veröffentlichte. Besondere Aufmerksamkeit erregten jedoch seine seelsorgerlichen Traktate und Erbauungsschriften. Gottfried Arnold zählt ihrer insgesamt 80 auf. Johann Arndt gab 1622 eine thematisch geordnete Sammlung heraus, Martin Statius 1625 eine Auswahl sowie 1636 unter dem Titel „Geistliche Schatzkammer der Gläubigen“ eine umfassende Sammlung, die bis ins 19. Jahrhundert vielfach nachgedruckt wurde, aber auch immer wieder Angriffe lutherisch-orthodoxer Theologen (z. B. Abraham Calov, Konrad Tiburtius Rango) auf sich zog. Die schwedische Übersetzung hatte große Bedeutung für den Pietismus in Schweden. Von der dänischen Übersetzung erschien noch 2008 eine Neuauflage.
Obwohl Praetorius an der lutherischen Rechtgläubigkeit festhalten wollte, legte er größten Wert auf die persönliche Heiligung im Leben. Daraus ergab sich der Vorwurf des Perfektionismus (Prätorianismus). Praetorius gehörte auch zu den wenigen evangelischen Theologen seines Jahrhunderts, die die Kirche ermahnten, der weltweiten Verkündigung des Evangeliums nachzukommen.

## Wirkungsgeschichte
Seine Schriften, besonders in der Sammlung des Statius, inspirierten zahlreiche mystische Spiritualisten im 17. Jahrhundert (z. B. Augustin Fuhrmann, Friedrich Breckling) sowie den württembergischen Pietismus (Christian Gottlob Pregizer).